# Grigori Sergejewitsch Bukin
Grigori Sergejewitsch Bukin (russisch Григорий Сергеевич Букин; * 10. Juni 1992) ist ein russischer Naturbahnrodler. Er startet seit der Saison 2010/2011 im Weltcup und nahm 2012 erstmals an einer Europameisterschaft teil.

## Karriere

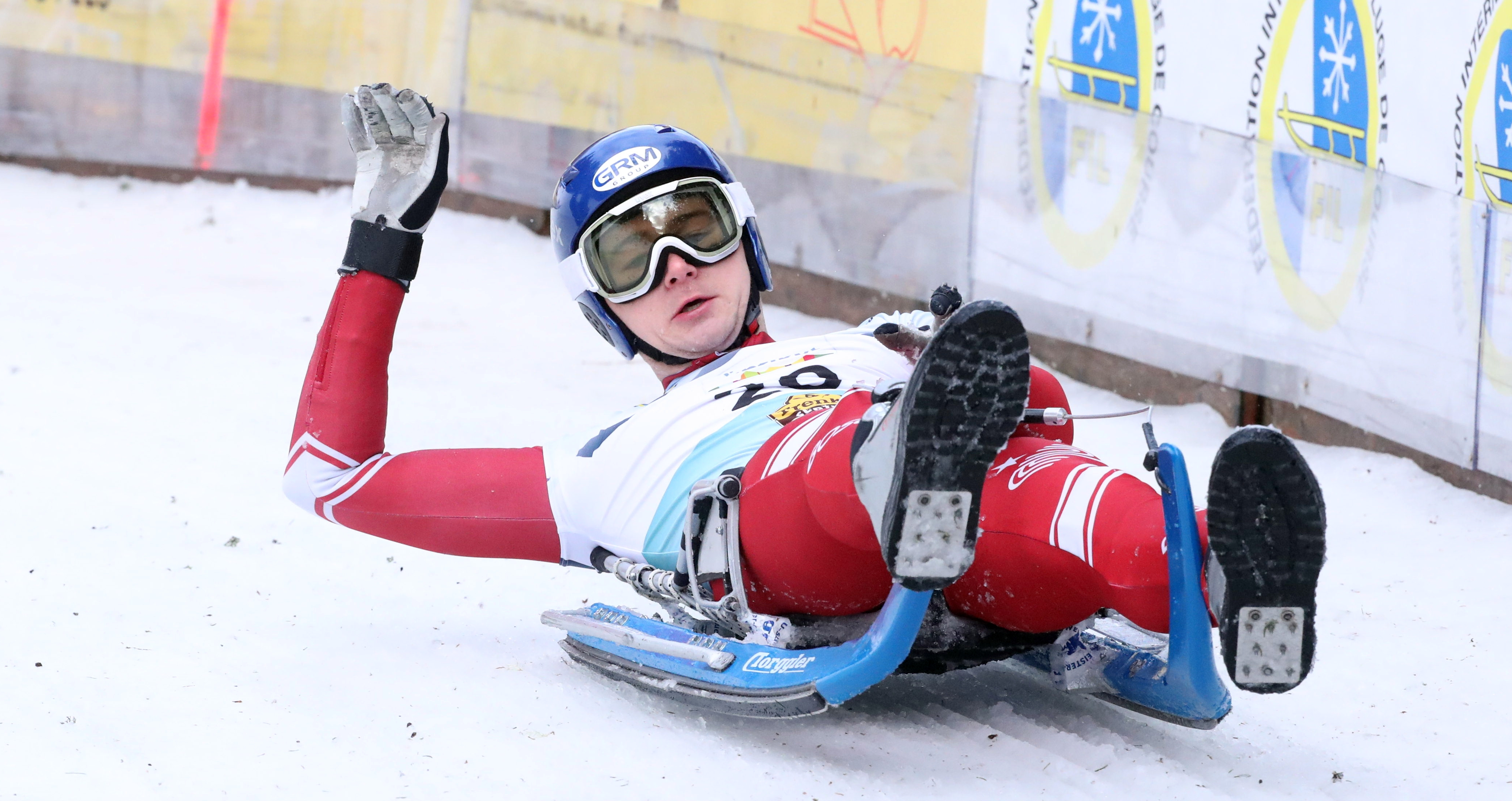
Grigori Sergejewitsch Bukin beim Weltcup in Mariazell (2022)

Bukin startet im Einsitzer und nahm in der Saison 2010/2011 erstmals an zwei Weltcuprennen teil. Im russischen Nowouralsk erzielte er im ersten Rennen den 20. und im zweiten Rennen den 19. Platz, womit er jeweils Viertletzter war. Damit belegte er punktegleich mit seinem Landsmann Anton Petuschkow den 34. Rang im Gesamtweltcup. Im nächsten Jahr nahm er an der Juniorenweltmeisterschaft 2012 in Latsch teil, wo er im Einsitzer als bester Russe den zehnten Platz belegte. Zwei Wochen später startete er auch bei der Europameisterschaft 2012 in Nowouralsk, wo er im Einsitzer 19. wurde. Sein einziges Weltcuprennen in der Saison 2011/2012 war jenes in Nowouralsk unmittelbar vor der EM. Er erzielte mit dem 15. Rang wie auch bei der EM eine Platzierung im Mittelfeld und wurde 40. im Gesamtweltcup.

## Erfolge

### Weltmeisterschaften
- Deutschnofen 2013: 20. Einsitzer
- Vatra Dornei 2017: 10. Einsitzer
- Umhausen 2021: 8. Einsitzer

### Europameisterschaften
- Nowouralsk 2012: 19. Einsitzer
- Umhausen 2014: 15. Einsitzer
- Moskau 2016: 3. Mannschaft, 7. Einsitzer
- Obdach 2018: 9. Einsitzer
- Moskau 2020: 6. Einsitzer
- Laas 2022: 8. Einsitzer

### Juniorenweltmeisterschaften
- Latsch 2012: 10. Einsitzer

### Weltcup
- 4. Rang im Einsitzer-Gesamtweltcup in der Saison 2016/17
- 1 Podestplatz